# Stationsweg 41 (Baarn)
Het pand Stationsweg 41 is een gemeentelijk monument in Baarn in de provincie Utrecht.
Het huis hoorde bij Villa Peking en staat aan de Stationsweg aan de rand van de Pekingtuin.
Het gebouw van een bouwlaag heeft aan de zijde van de Stationsweg drie vensters met luiken. In de rechter zijgevel is een dubbele deur en in de top van het huis een venster. Tegen de achterzijde, op de grens van de Pekingtuin, is een volière gebouwd.
Het pand wordt als atelier en expositieruimte gebruikt door de maatschappij voor Vrije Expressie Van 't Nut.